# Христианизация Армении

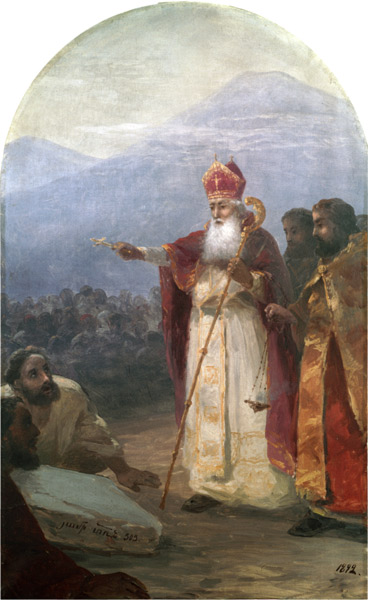
Крещение армянского народа (1892), Иван Айвазовский

Христианиза́ция Арме́нии (также Приня́тие христиа́нства в Арме́нии — арм. Քրիստոնեության ընդունումը Հայաստանում) — распространение христианства на территории исторической Армении. Этот процесс начался еще до официального принятия христианства, хотя подробности об этом раннем периоде малоизвестны.
В начале IV века королевство Великая Армения приняло христианство в качестве государственной религии, став первым таким государством. Царь Армении из династии Аршакидов Трдат III был обращен в христианство Григорием Просветителем, который стал первым главой Армянской церкви. Традиционной датой считается 301 год, хотя исследователями предлагалось множество альтернативных дат. После изобретения Месропом Маштоцем армянского алфавита и перевода Библии и литургии на армянский язык в V веке христианство окончательно укорененилось в Армении.
Христианизация считается одним из важнейших событий в истории Армении, которое в значительной степени сформировало идентичность армянского народа, а Армянская церковь обеспечивала сохранение этой идентичности в отсутствие политической независимости Армении.